# 陳效 (萬曆進士)
陳效（1551年—1599年），字忠甫，號岷麓，四川成都府井研縣人，民籍，治《書經》。

## 生平
六月二十二日生，行二，由國子生中式隆庆元年（1567年）丁卯科四川鄉試第八名舉人，年二十九歲中式萬曆八年庚辰科會試中式第二百一名，第三甲第二百二十二名進士。礼部觀政，九年授德清知县，十五年行取，十六年选授浙江道御史，十七年差巡按贵州，二十年差巡按江西，二十二年丁憂，二十七年卒。

## 家族
曾祖陳琥；祖陳鳳陽；父陳廷魁；母李氏；嫡母曾氏。慈侍下，妻廖氏，兄陳學。孙陳演，崇祯年间内阁首辅。